# Allestree
Allestree är en stadsdel i Derby, i distriktet Derby, i grevskapet Derbyshire, i England. Ward hade 13 543 invånare år 2021. Allestree var en civil parish fram till 1932 när blev den en del av Derby, Little Eaton och Quorndon. Civil parish hade 7 298 invånare år 1961. Byn nämndes i Domedagsboken (Domesday Book) år 1086, och kallades då Adelardestreu.